# Ichneumon villosus
Ichneumon villosus là một loài tò vò trong họ Ichneumonidae.